# Nélson Lisboa
Nélson Couto e Silva Marques Lisboa (Belo Horizonte, 17 de abril de 1930), também conhecido como Nélson Couto, é um jogador de basquete brasileiro. Ele competiu no torneio masculino nos Jogos Olímpicos de Verão de 1956.